# جون هاويس
جون هاويس (بالإنجليزية: John Howes)‏ هو أكاديمي أمريكي، ولد في 19 يونيو 1924 في شيكاغو في الولايات المتحدة، وتوفي في 4 فبراير 2017 في ريتشموند في كندا.